# Сент-Луис, Терри
Терри Сент-Луис (англ. Terry St. Louis; род. 23 декабря 1969, Порт-оф-Спейн, Тринидад и Тобаго) — тринидадский футболист, нападающий.

## Карьера

### Клубная
Начинал свою карьеру в тринидадском клубе «Сан-Хуан Джаблоти». В 1997 году Сент-Луис переехал в США, где он заключил контракт с командой USL A лиги «Чарлстон Бэттери» , однако вскоре форвард перебрался в канадский «Торонто Линкс». Завершил свою карьеру нападающий в 2001 году в «Ванкувере Э́йти Сиксерс».

### В сборной
За сборную Тринидада и Тобаго Терри Сент-Луис дебютировал 30 июля 1995 года в финальном матче Карибского кубка против Сент-Винсента и Гренадин. В решающем матче «воины сока» добилась убедительной победы со счетом 5:0, а Сент-Луис отметился забитым голом. Через год он выступал за национальную команду на Золотом Кубке КОНКАКАФ. Всего за тринидадцев Сент-Луис провел девять игр, в которых забил три мяча.

## Достижения
- Обладатель Карибского кубка: 1995
- Победитель Карибского клубного чемпионата: 2000